# Lech Jankowski
Lech Jankowski (ur. 1 kwietnia 1956 w Lesznie) – polski kompozytor muzyki teatralnej i filmowej, malarz, reżyser autorskich przedstawień z pogranicza muzyki, plastyki i teatru, etnolog. Mieszka w Poznaniu.

## Życiorys
Współpracuje jako kompozytor z różnymi reżyserami w polskich teatrach. Skomponował muzykę do filmów Braci Quay, m.in. Ulica krokodyli wg prozy Brunona Schulza (nagroda za muzykę na Międzynarodowym Festiwalu Filmów Animowanych w Zagrzebiu, 1986) i Instytut Benjamenta wg prozy Roberta Walsera. W 2017 napisał muzykę do filmu Edge of Alchemy Stacey Steers.
Za autorski spektakl z pogranicza teatru instrumentalnego Jeden dzień z życia Erika S., na podstawie muzyki i tekstów Erika Satie, otrzymał wyróżnienie polskiego miesięcznika „Teatr” (1994).
Swoje obrazy prezentował na wystawach indywidualnych w Polsce. Jego prace znajdują się w kolekcjach prywatnych w kraju i za granicą.

## Muzyka filmowa
- Edge Of Alchemy, reż. Stacey Steers, 2017
- Podróż Erwina, reż. Mira Sikorska, 1998
- Community Commercial Against Aids, reż. Bracia Quay, 1996
- Instytut Benjamenta, reż. Bracia Quay, 1995
- Dwojaczki z Krakowa, reż. Joanna Helander & Bo Persson, 1993
- Teater Atonde Dagen, reż. Joanna Helander & Bo Persson, 1992
- De Anamorphosis Or Artificiali Perspectiva, reż. Bracia Quay, 1991
- Ex Voto, reż. Bracia Quay, 1990
- The Comb, reż. Bracia Quay, 1990
- The Pond, reż. Bracia Quay, 1989
- Rehearsals for Extinct Anatomies, reż. Bracia Quay, 1988
- Street of Crocodiles, reż. Bracia Quay, 1985

## Muzyka teatralna
- Tańczące wiolonczele, reż. Beata Bąblińska, 2008
- Dziady, reż. Lech Raczak, 2007
- Plac Wolności, reż. Lech Raczak, 2005
- Szaweł, reż. Jacek Głomb, 2004
- Brama szarańczy, reż. Lech Raczak, 2004
- ...i odsłoniłam noc, reż. Krystian Kobyłka, 2004
- Zona, reż. Lech Raczak, 2003
- Golem, reż. Krystian Kobyłka, 2003
- Małego świata wielkie cuda, reż. Wiesław Hołdys, 2003
- Płatonow, reż. Paweł Miśkiewicz, 2002
- Całun, reż. Leszek Mądzik, 2000
- Świat na opak, reż. Wiesław Hołdys, 1997
- Piołun, reż. Lech Raczak, 1985
- Więcej niż jedno życie, Wzlot, Przypowieść, reż. Lech Raczak, 1979–1983

## Projekty autorskie
- Muzyka dla kotów, muzyka, reżyseria, teksty, scenariusz, scenografia Lech Jankowski, 2006
- Szkoła na mandolinę, muzyka, reżyseria, scenariusz Lech Jankowski, 1997
- Jeden dzień z życia Erika S., reżyseria, scenariusz, choreografia Lech Jankowski, 1994
- Zwie(t)rzenia, słuchowisko, scenariusz, tekst, muzyka Lech Jankowski, 1991

## Wystawy indywidualne malarstwa
- Rysunki i obrazy, Galerie Cankova, Berlin, 2018
- Przerwa w cieniu, Duński Instytut Kultury, Warszawa, 2011
- Geometria poranna (1 litr powietrza dla pana K.O.), Galeria Białostockiego Teatru Lalek, Białystok, 2010
- Galeria Miejska Arsenał, Poznań, 1999
- Galeria Aneks, BWA Poznań, 1992
- Muzeum Szewca, Pszczew, 1989
- Galeria Kontakt, Poznań, 1987
- Galeria Kontakt, Poznań, 1986

## Dyskografia

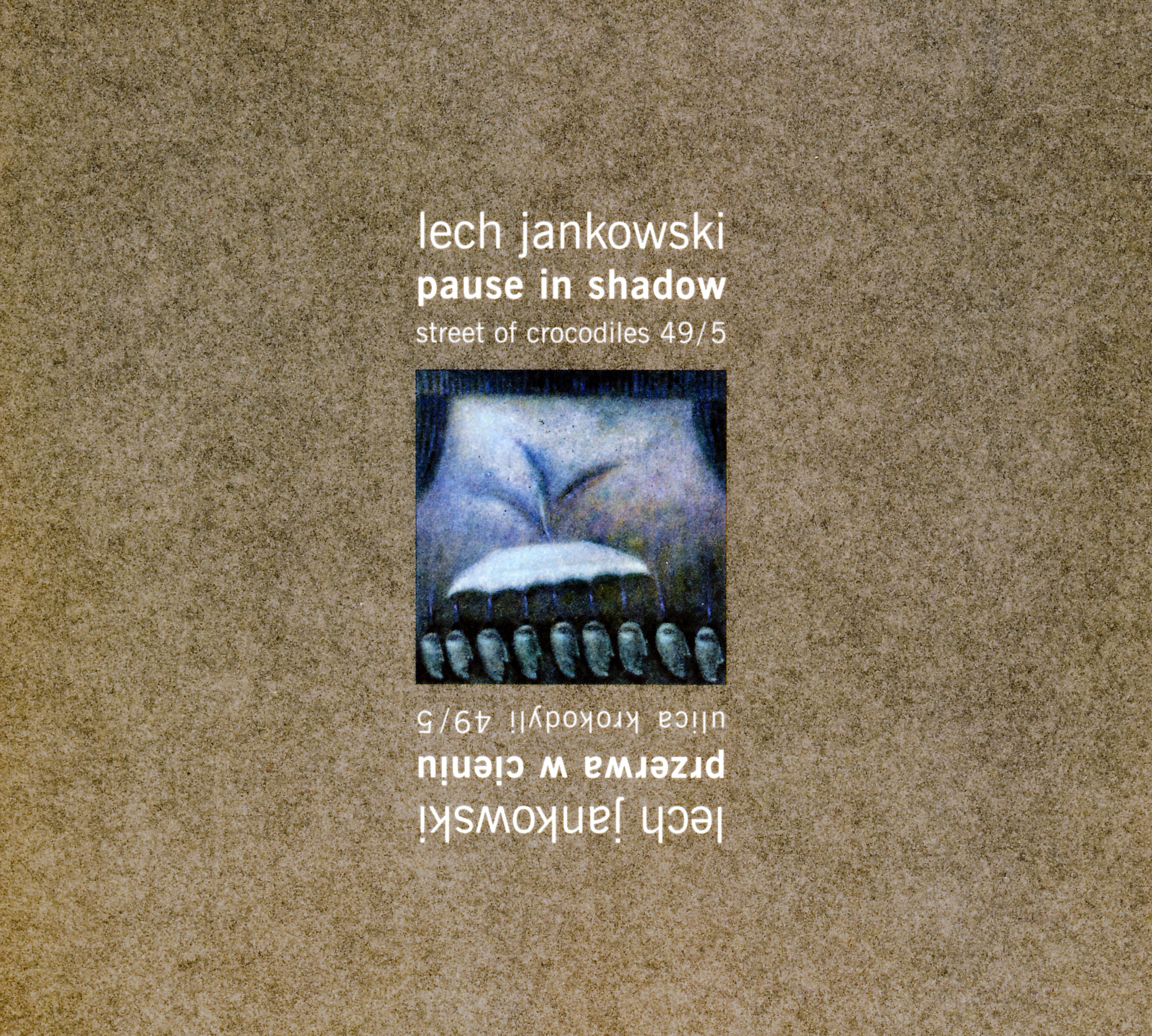
Przerwa w cieniu, muzyka Lech Jankowski, CD cover, 2007

* Przerwa w cieniu. Ulica Krokodyli 49/5, CD, Poznań 2008
- Institute Benjamenta, soundtrack, CD, Londyn 1998, 2015
- Wzlot, T8D, kaseta audio, Poznań 1981